# Harmonia testudinaria
Espèce
Harmonia testudinaria, communément appelée coccinelle à carapace de tortue, est une espèce d'insectes coléoptères de la famille des Coccinellidae.

## Description
Elle mesure 6 mm de long et est de couleur jaune avec des traits en croix noir.

## Répartition
On la trouve en Australie (Queensland), en Nouvelle-Guinée et en Indonésie.